# 絕對少年
《絕對少年》（ぜったいしょうねん）是日本電視動畫作品，2005年5月21日到11月20日在NHK BS2《衛星動畫劇場》播放。

## 概要
故事分為前後兩部份，由「田菜編」和「橫濱編」構成，屬於日常空想動畫類型。兩部分有各自不同的舞台。前半部分．田菜編(1～12回)發生夏天的鄉下城市，後半．橫濱編(13～26回)是前半部分發生的二年後的都市的冬天。故事圍繞着在現代日本一隅上的神秘發光體引起的事件，和與發光體相關的少年少女們的接觸和交錯。

## 故事大綱
故事敘述主人公－逢沢步，是個無法認同自身所處世界的少年；家庭離異，與母親住在一起的他，不知何時連學校也不去了，完全將自己封閉在個人的小世界裡，於是母親便提議他到父親那裡住一個夏天。帶著不明確且不積極的態度，步到了距東京兩小時車程的郊區，那是個四周被山包圍的小盆地，有著廣闊水田的小鎮，名字叫做“田菜”。

## 登場人物

### 田菜編出場人物
逢澤步（聲音:豐永利行）(1～12回登場)
沉默寡言的曠課初中生，在夏季來到父親的所在的鄉村「田菜」。個性不是積極與人交往的類型，因此沒有朋友，但被初次見面時的深山美佳認為是「相當可愛」。喜歡乘山地車外遊，是最初認識神秘少年的人，在追尋神秘發光體的過程中常有不可思議的經驗。

深山美紀（聲音:三橋加奈子）(1～12回登場)
「田菜」當地的初中生，深山三姊妹的次女。性格我行我素，好像有點在意逢澤步。住在深山家經營的酒店，三姊妹每年都為『猫おどり』祭典製作化裝用的貓服裝。
深山美玖（聲音:齋藤千和）(1～2，4～12回登場)
深山三姊妹中年紀最小的妹妹，小學生。雖然年紀少但卻相當自大，經常對人使用輕視的語調。總是抱著青蛙的布娃娃。曾經突然失蹤過一次，有不可思議事物的感覺和知識。
深山美佳（聲音:鈴木真仁）(10～12回登場)
深山三姊妹的長女。
阪倉亮介（聲音:齋藤恭央）(1～12回登場。橫濱編22回在台詞中登場)
與深山美紀同年級的「田菜」初中生，美紀童年的朋友。
海野潮音（聲音:清水愛）(1～12回登場)
與深山美紀同年級的「田菜」初中生。
鏑木拓馬（聲音:加瀬康之）(2，3～12回登場)
與深山美紀同年級的「田菜」初中生，美紀童年的朋友。
須河原晶（聲音:松本美和）
地方電視台39CTV的記者。
堂丸史郎（聲音:西前忠久）
地方電視台39CTV的製作人兼攝影師。
稀代秋之（聲音:濱田賢二）
逢澤步的父親，在田菜經營動物醫院。
逢澤淳子（聲音:山像かおり）
逢澤步的母親。

### 橫濱編出場人物
谷川希紗（聲音:小林晃子）(13～22，24～26回登場)
沉默寡言的曠課女高中生。
小早川成基（聲音:櫻井孝宏）(14～22，24～26回登場)
和谷川希紗是童年朋友的男高中生。
大和理繪子（聲音:佐土原智子）(13～26回登場)
和谷川希紗是童年朋友的女高中生。
真壁正樹（聲音:甲斐田ゆき）(14～22，24～26回登場)
和谷川希紗是同年級的男高中生。
羽鳥次郎（聲音:郷田ほづみ）
流浪漢兼畫家。
逢澤步（聲音:豐永利行）(16，18～20，22，23～26回登場)
沉默寡言的曠課初中生，在夏季來到父親的所在的鄉村「田菜」。個性不是積極與人交往的類型，因此沒有朋友，但被初次見面時的深山美佳認為是「相當可愛」。喜歡乘山地車外遊，是最初認識神秘少年的人，在追尋神秘發光體的過程中常有不可思議的經驗。
須河原晶（聲音:松本美和）(14～26回登場)
自由記者。

## 主題曲
片頭曲「光のシルエット」
歌：CooRie
作詞、作曲：rino
編曲：鈴木雅也
片尾曲「少年ハミング」
編曲、作曲、歌：伊藤真澄
作詞：畑亜貴

## 動畫各集主題
| 集數 | 日文原文標題                 | 中文翻譯標題         |
| ---- | ---------------------------- | -------------------- |
| 01   | 憂鬱で奇妙な夏の始まり       | 憂鬱而奇妙的夏日之始 |
| 02   | 月読天文台とオカカ婆あ       | 月讀天文台與卡卡婆婆 |
| 03   | 名物アナウンサーがやってきた | 名主播到來           |
| 04   | 光誘う樹木の宮               | 光誘樹宮             |
| 05   | 約束の重さと夢の軽さ         | 約定之重與幻夢之輕   |
| 06   | 世界の被膜が薄くなる         | 世界的護膜變薄了     |
| 07   | 三度目の約束の夜             | 第三次約定之夜       |
| 08   | 伝承と記憶の狭間で           | 傳承與記憶的夾縫     |
| 09   | いつだって優先順位の問題     | 總有優先順序的問題   |
| 10   | 雨の中に錯綜する想い         | 雨中錯綜的感情       |
| 11   | 泣き出しそうな田菜ヘ走れ     | 奔向泫然欲泣的田菜   |
| 12   | 猫おどりの空に舞う           | 在貓舞空中起舞       |

| 集數 | 日文原文標題             | 中文翻譯標題             |
| ---- | ------------------------ | ------------------------ |
| 13   | 谷川希紗と見慣れぬ存在   | 谷川希紗與看不慣的存在   |
| 14   | 拮抗する二つの力         | 彼此較量的兩個力量       |
| 15   | アーバンフォークロア     | 都市民俗學               |
| 16   | 目に見えない巨大な何か   | 看不見的巨大物體         |
| 17   | それは関与できない問題   | 無法干涉的問題           |
| 18   | 十七歲の出会いと絶望     | 十七歲的邂逅與絕望       |
| 19   | 翼の生えた魚             | 有翅膀的魚               |
| 20   | マテリアルフェアリー     | 真實的妖精               |
| 21   | いい子でいることの意味   | 好孩子的定義             |
| 22   | 消えたものと生まれるもの | 消失與誕生               |
| 23   | 幸せを運ぶ闇の光         | 帶來幸福的暗之光         |
| 24   | 彼女たちの小さな冒険     | 她們的小小冒險           |
| 25   | 世界の被膜が穴だらけ     | 世界的護膜之穴           |
| 26   | 頼りなく豊かな冬の終わり | 難以置信的幻想冬日之終幕 |

## 輕小說
輕小說名為《絕對少年～突然失蹤的秋天～洞穴森林》（《絶対少年～神隠しの秋～穴森》）。 